# Kevin Armstrong (Sänger)
Kevin Armstrong (* 1975 in Nelson, Kanada) ist ein kanadischer Opernsänger (Tenor).

## Leben
Armstrong studierte von 1996 bis 2001 Gesang bei Winston Purdy an der McGill University. Mit dem Bachelor of Music im Fach Vocal Performance und dem Master of Music im Fach Opera Performance schloss er sein Studium ab. Des Weiteren besuchte er Meisterklassen bei Thomas Hampson und Elisabeth Schwarzkopf. 
Erste Bühnenerfahrungen machte er in seiner Heimatstadt Nelson als Colline in La Bohème. In Kanada wirkte er an der Opéra de Montréal, beim Montreal International Fringe Festival, an der Opera in Concert in Toronto und am The Banff Centre for the Arts. 
Am Internationalen Opernstudio des Opernhaus Zürich begann seine Karriere in Europa. Hier arbeitete er mit bekannten Künstlern wie Leo Nucci, Nello Santi und Ádám Fischer zusammen. Er wirkte bisher am Bremer Theater, am Opernhaus Zürich, bei den ThunerSeespielen, am Landestheater Schleswig-Holstein und bei den Bad Hersfelder Festspielen.
Nach über 40 Engagements im Fach Bariton wechselte Armstrong das Fach vom Bariton zum Tenor. Er schult seine Stimmlage regelmäßig bei Damien Whitely in Zürich und Alessandro Amoretti in Bremen. Zu seinem Repertoire gehören die Heldentenor-Partien Max in Der Freischütz, Don Jose in Carmen und Calaf in Turandot. 
Bei seiner Titelpartie in Ritter Blaubart (Sommer 2007 in Frankfurt am Main) von Jacques Offenbach wurde er für sein „schön warmes Timbre und seine stimmbandzwinkernde Auszierungen“ in der Frankfurter Allgemeine Zeitung und sein „hohes stimmliches Niveau und ... schauspielerische Qualitäten“ in der Frankfurter Neue Presse gelobt.
Im Herbst 2008 wurde sein Mitwirken bei der Inszenierung von Jesus Christ Superstar am Le Théâtre Kriens-Luzern als Pontius Pilatus gelobt mit den Worten „Ganz heiss wird es einem, wenn der stimmgewaltige Kevin Armstrong loslegt“ (Luzerner Zeitung).
Kevin Armstrong veröffentlicht auch eigenen Kompositionen im Bereich Rock und Ballade sowie im Bereich Sing-A-Song-Writer. Er spielt sowohl klassische Gitarre als auch E-Gitarre.
Als Drehbuchautor, Kameramann, Regisseur und Schauspieler ist Armstrong an verschiedenen Kurzfilmen beteiligt.

## Diskografie
- Sound Castles (2007)
- Untitled 1/Second Album (2007)